# Tucherkeller (Nürnberg)

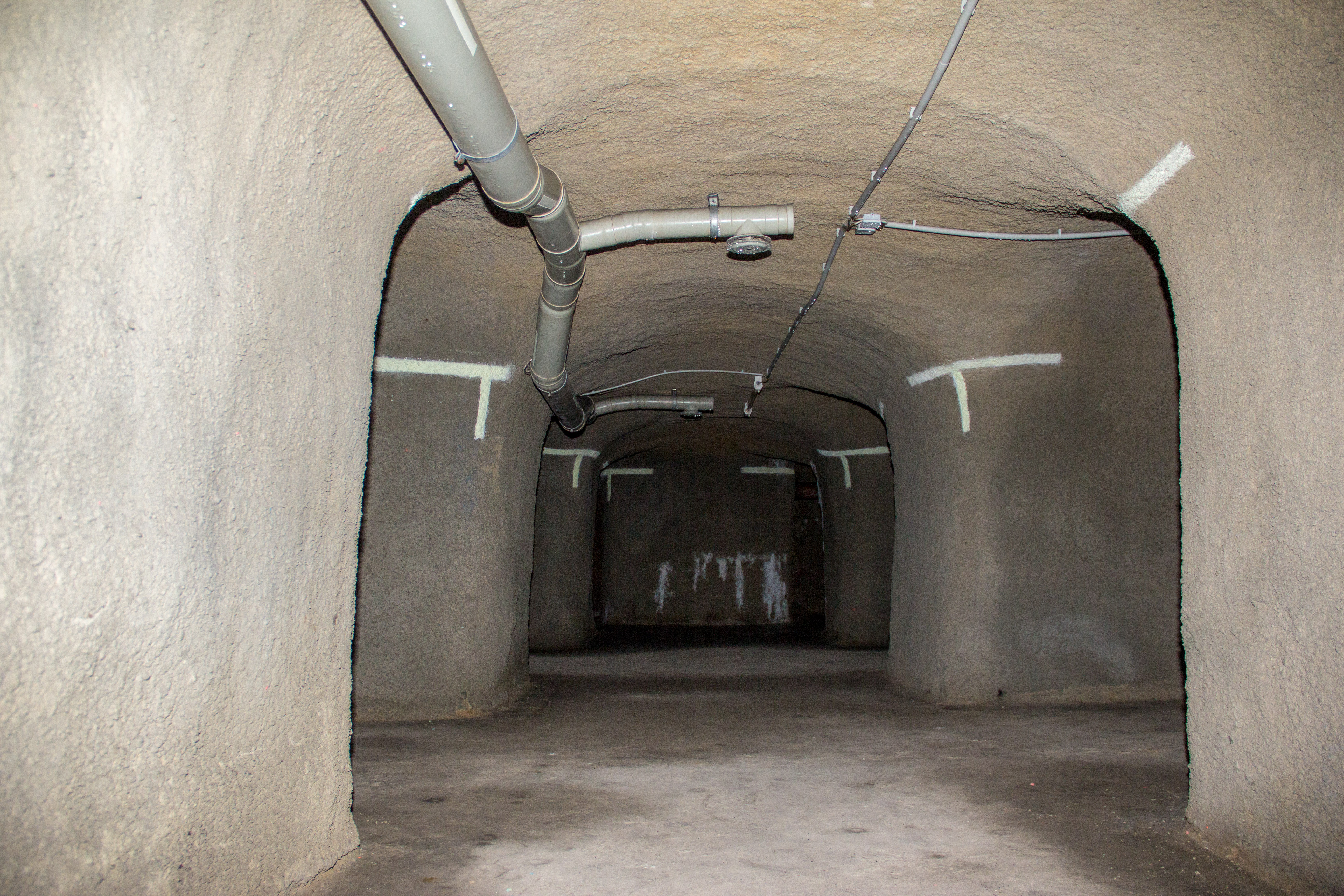
Der Kleine Tucherkeller

Der Tucherkeller ist ein ehemaliger Bierkeller und aufgelassener Tiefbunker im nördlichen Teil der Sebalder Altstadt der Nürnberger Altstadt.

## Lage
Die ehemalige Felsenkelleranlage befindet sich zwischen Maxtormauer, Treibberg und nördlich der Hirschelgasse.

## Beschreibung
Namensgeber der Keller ist die Tucher Bräu. Der Tucherkeller unterteilt sich in den kleinen und den großen Tucherkeller. Beide Keller dienten ursprünglich der Tucherbrauerei, die hier einst ihr Brauhaus hatte, als Bierkeller. Heute befindet sich auf dem ehemaligen Brauereiareal ein Gebäude der wirtschafts- und sozialwissenschaftlichen Fakultät (WiSo) der Friedrich-Alexander-Universität. Nur noch ein Teil der ehemals weiträumigen und mehrstöckigen Kelleranlage ist noch erhalten.
Seit dem 14. Jahrhundert trieben die Menschen Stollen und Keller in die Nürnberger Felsen. Die ursprünglichen Felsenkelleranlagen des Tucherkellers wurden vermutlich im 18. und 19. Jahrhundert in den Sandsteinkeuper des Nürnberger Burgberges getrieben. Die beiden Keller sind mit einem Stollen verbunden. Im Zweiten Weltkrieg wurden die Keller ausgebaut und dienten der Nürnberger Bevölkerung als Luftschutzraum.

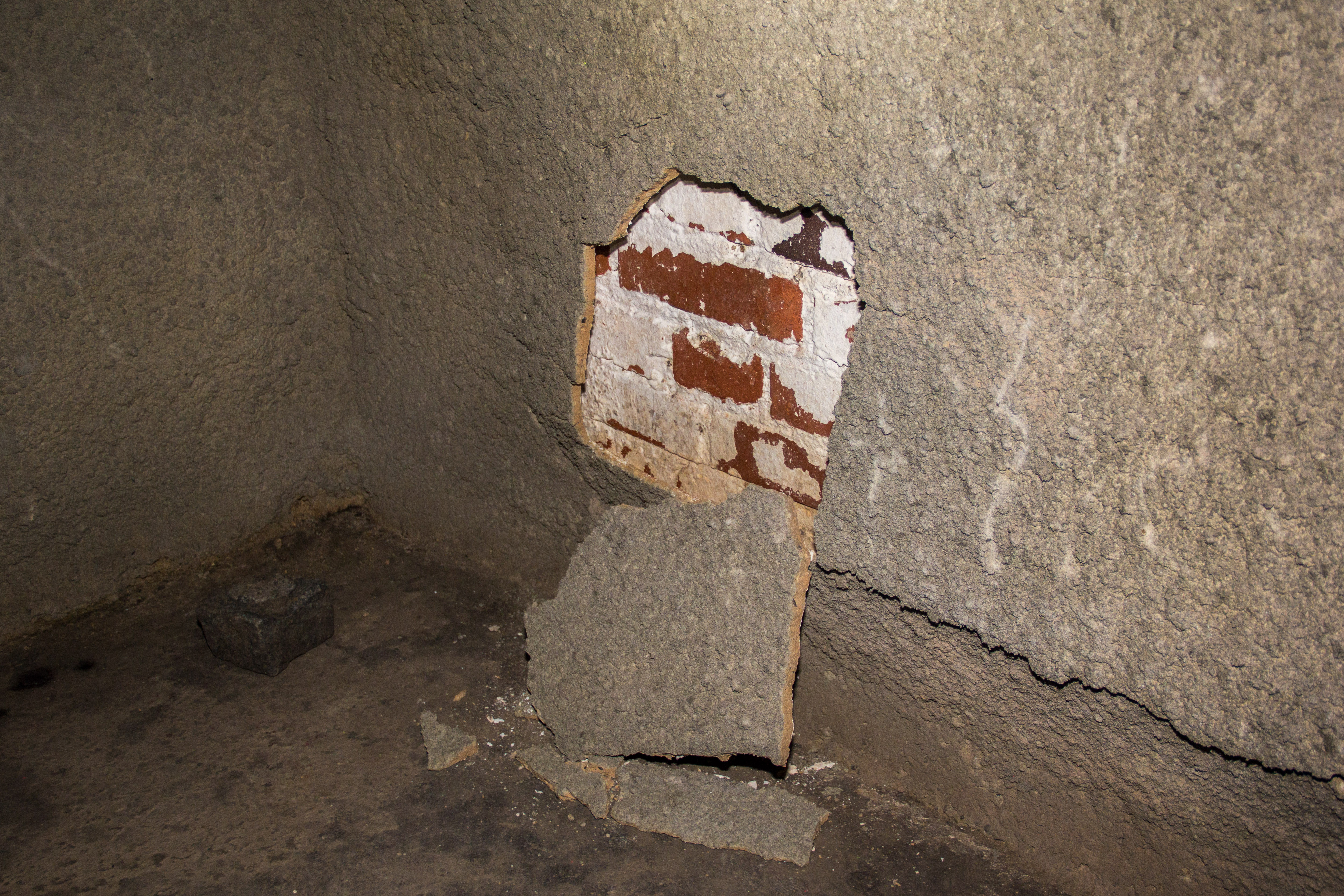
Abgeplatzter Beton

Durch den ab 1972 begonnenen Bau der WiSo, wurde die Kelleranlage beim Aushub der Baugrube angeschnitten. Teile der ehemaligen Anlage mussten dann nachfolgend der Tiefgarage und dem Keller der WiSo weichen oder wurden aus statischen Gründen vollständig verfüllt. Heute existiert nur noch ein unterirdisches Geschoss der ehemaligen mehrgeschossigen Anlage.
In den Zeiten des Kalten Krieges wurde ein Teil der Anlage nach dem Grundschutz (Aufenthaltsdauer 14 Tage) weiter ausgebaut. Hierfür wurden gesicherte Zugänge geschaffen und die Sandstein- und Ziegelwände mit Spritzbeton ausgekleidet (torkretiert). Diese Ausbautechnik führt jedoch zu nachhaltigen Problemen. Wasser aus dem Sandstein kann nicht mehr frei austreten, ablaufen und  sammelt sich zwischen der ursprünglichen Mauer und der Torkretierung an. Die Verkleidung wird dadurch abgesprengt und die darunterliegende Bausubstanz erodiert. Die Technik des Bunkers wurde aufwändig gestaltet. Ein automatisches und handbetriebenes Belüftungssystem, Wasserversorgung, Notküchen, Toiletten, Sandfilter und Notstromaggregate wurden in die Keller eingebaut. Luftschutztüren wurden so angebracht, dass die Keller in separate Bunker unterteilt werden konnten.
Der kleine Tucherkeller war für 590 Personen und der große Tucherkeller für 1290 Personen ausgelegt.
Seit dem Ende des Kalten Krieges wird der Bunker nicht mehr gepflegt und ist dem Verfall preisgegeben.

## Tucher-Stollen

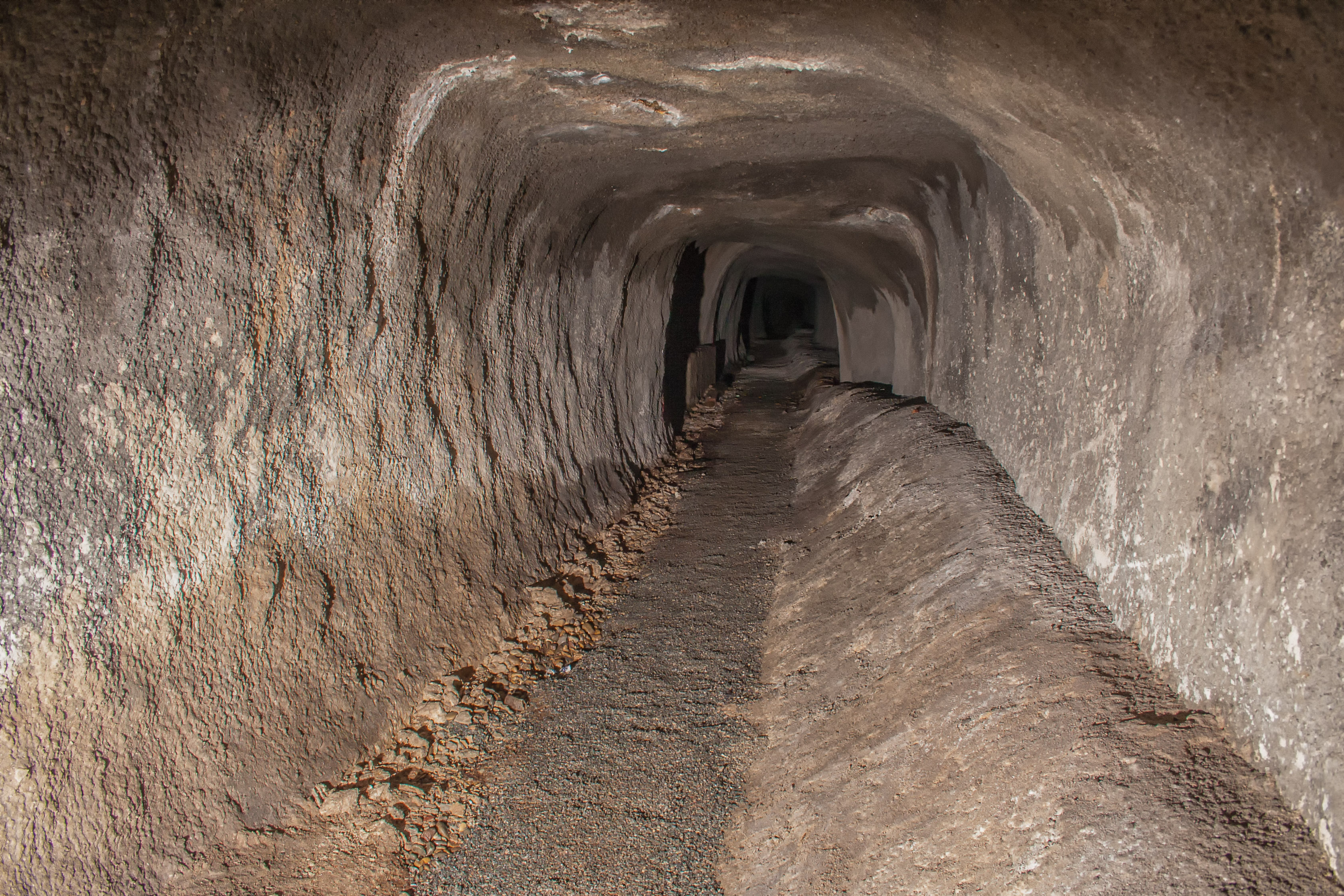
Der Tucher-Stollen, Blickrichtung Paniersbunker, rechts übermauert der Wasserabzugskanal

Die Bunkeranlage ist mit weiteren Kelleranlagen wie dem Paniersbunker und dem Laufertorkeller verbunden. Die Verbindungen der Keller wurden ab 1943 geschaffen. Im Juli 1943 hatte es in Hamburg nach verheerenden Bombenangriffen riesige Brände und Feuerstürme gegeben. Danach fing man an, die Verbindungsstollen zu graben. Ziel war es, die Leute aus betroffenen Bereichen unter Tage zu evakuieren, während oben große Feuer brannten. Pläne aus dieser Zeit, alle Keller unter der nördlichen Altstadt miteinander zu verbinden scheiterten an den unklaren Zuständigkeiten zwischen Hochbau- und Tiefbauamt, der Geologie und  dem Mangel an Arbeitskräften und Baumaterialien.
Für die geschaffenen Verbindungen wurden bereits bestehende Stollen genutzt und erweitert. Der etwa 8 bis 12 Meter unter dem  Maxtorgraben verlaufende Tucher-Stollen stellt eine Verbindung dar. Der teilweise nur 60 Zentimeter breite und bis zu 3 Meter hohe Stollen wurde hierbei bis zu 2 Meter verbreitet.
Der Tucher-Stollen verläuft westlich bis zum Paniersbunker, östlich bis zum Laufertorbunker und geht anschließend in den Henninger’schen Wasserabzugsstollen über. Der Gang östlich der Tucherkeller kann heute nicht mehr betreten werden und ist mit einem Gitter verschlossen.
Der Tucher-Stollen wird auch Tucher-Kanal genannt. Angelegt wurde er 1867 durch die Tucherbrauerei. Wasser in den Kellern gefährdete die Qualität und den Ertrag des Bieres und er diente als Wassersammler und Wasserabzugskanal. Im Zweiten Weltkrieg war er ein Teil eines Rettungswegs bei Großbränden und führte unterirdisch bis zur Wöhrder Wiese.

## Zugang
Die Tucherkeller sind nicht mehr öffentlich zugänglich. Zum Gedenken an den Fliegerangriff auf Nürnberg vom 2. Januar 1945 bot der Förderverein Nürnberger Felsengänge Sonderführungen an.

## Bildergalerie

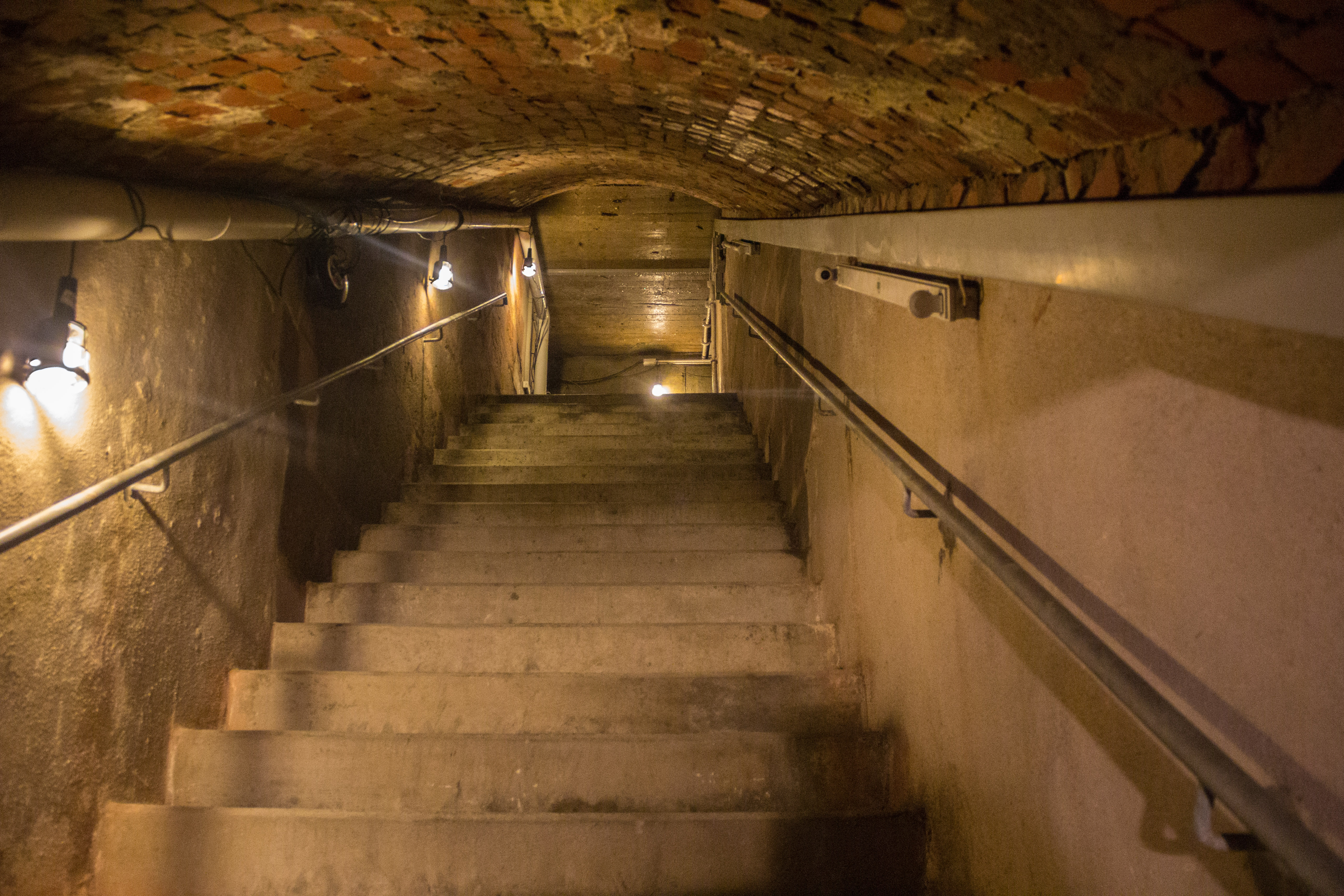
Treppe des Eingangs Maxtormauer
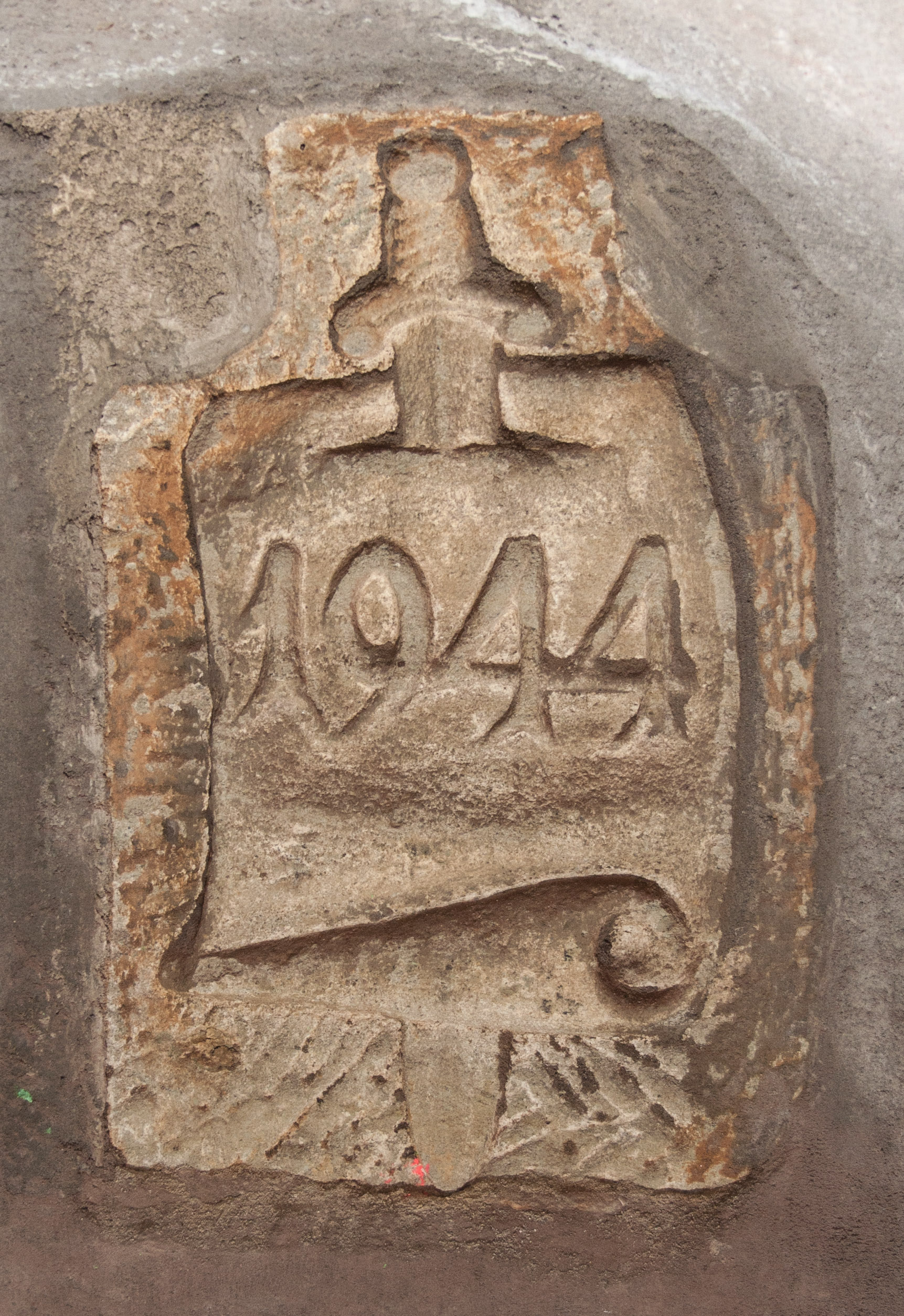
Wappen von 1944 am Eingang zum Bunker
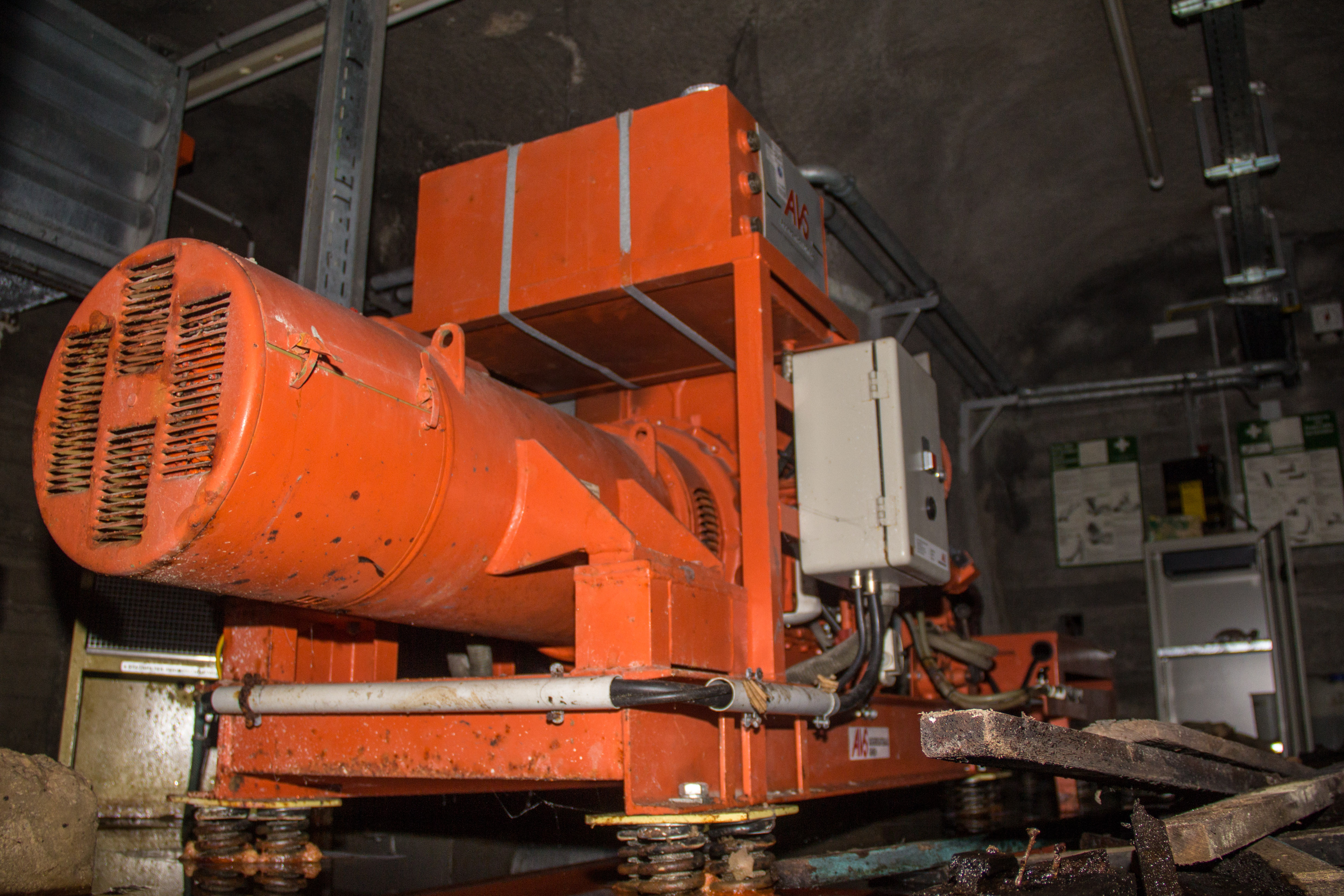
Dem Verfall preisgegebener Notstromgenerator im Großen Tucherkeller
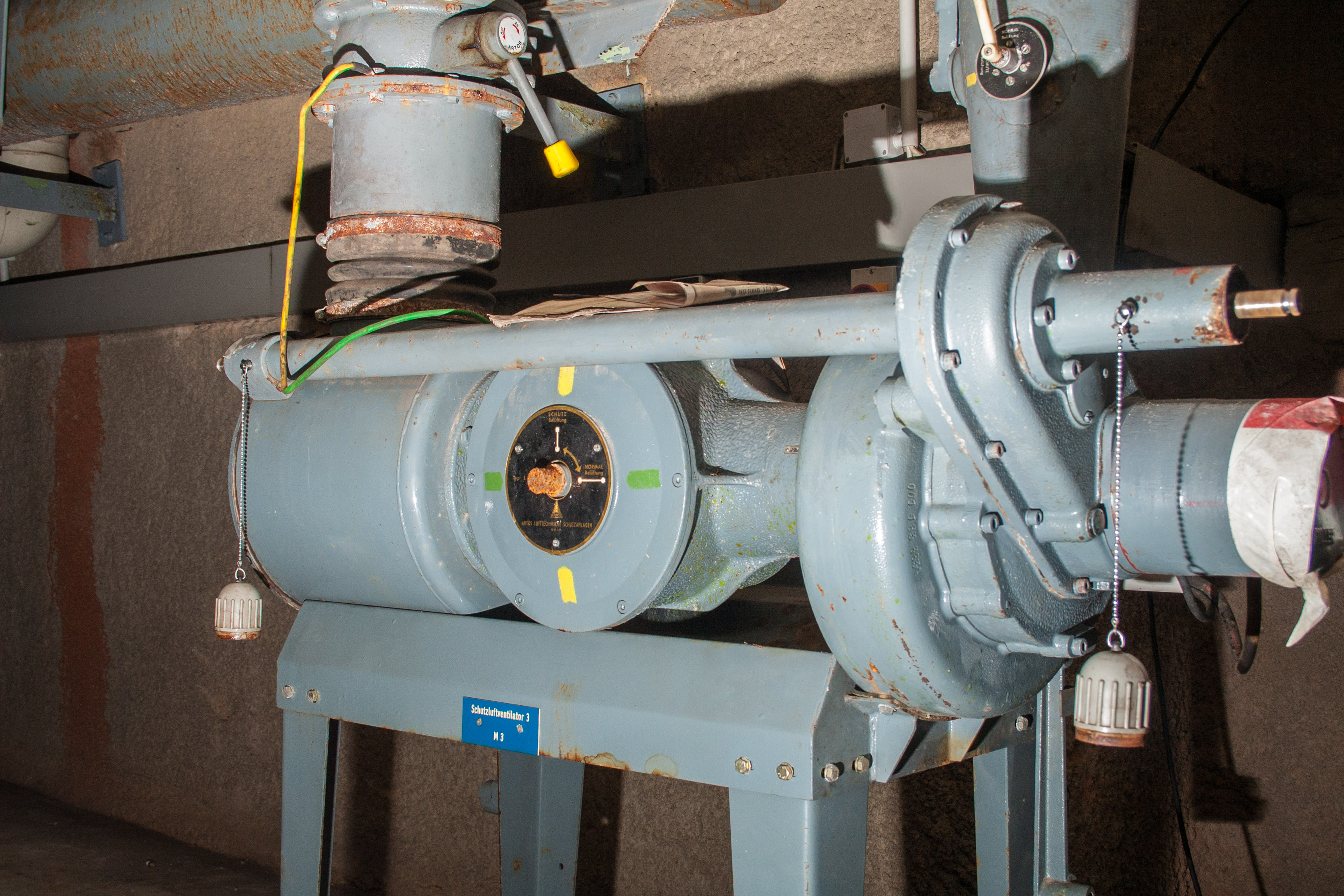
Teil der Belüftungsanlage
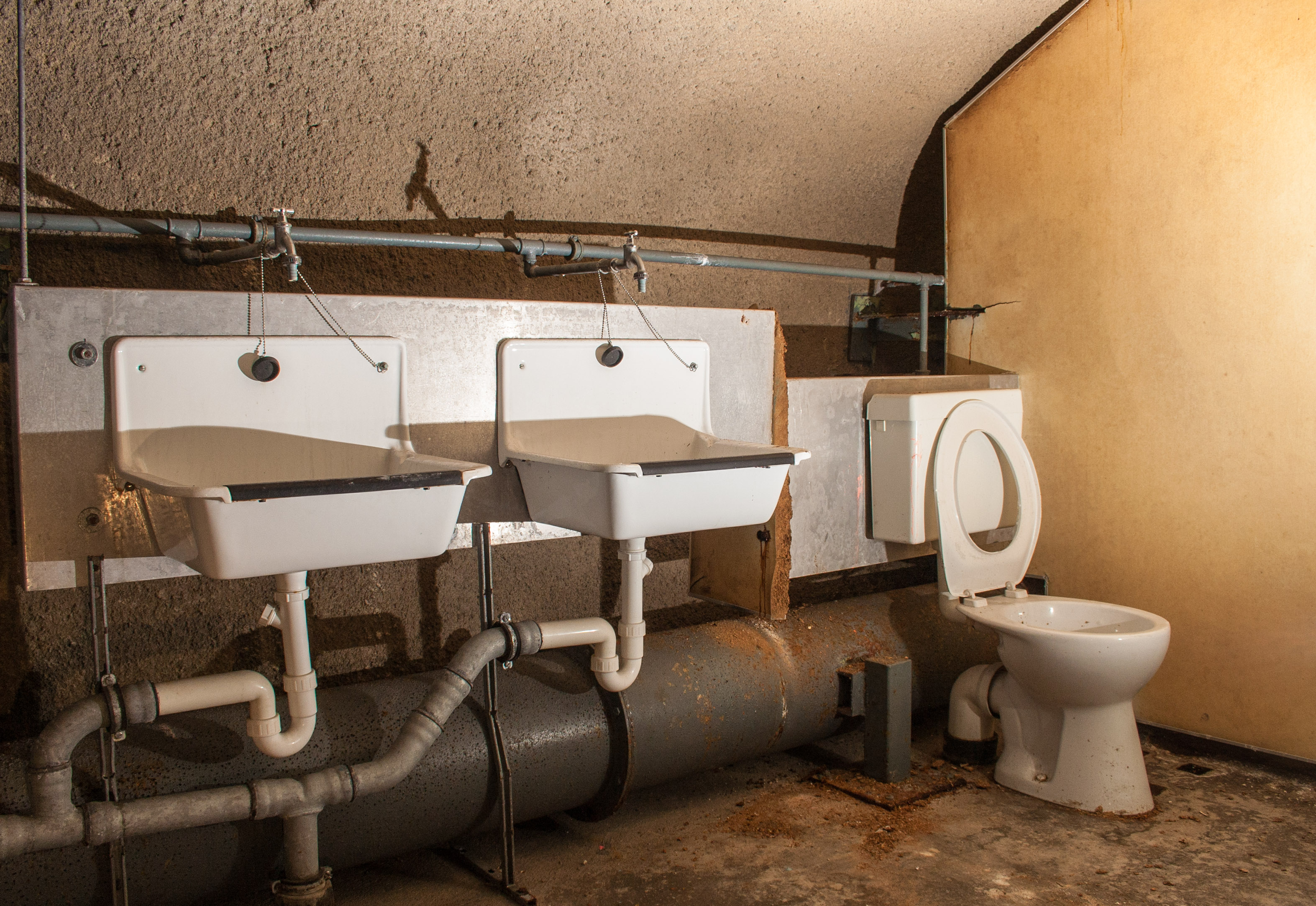
Sanitäranlage
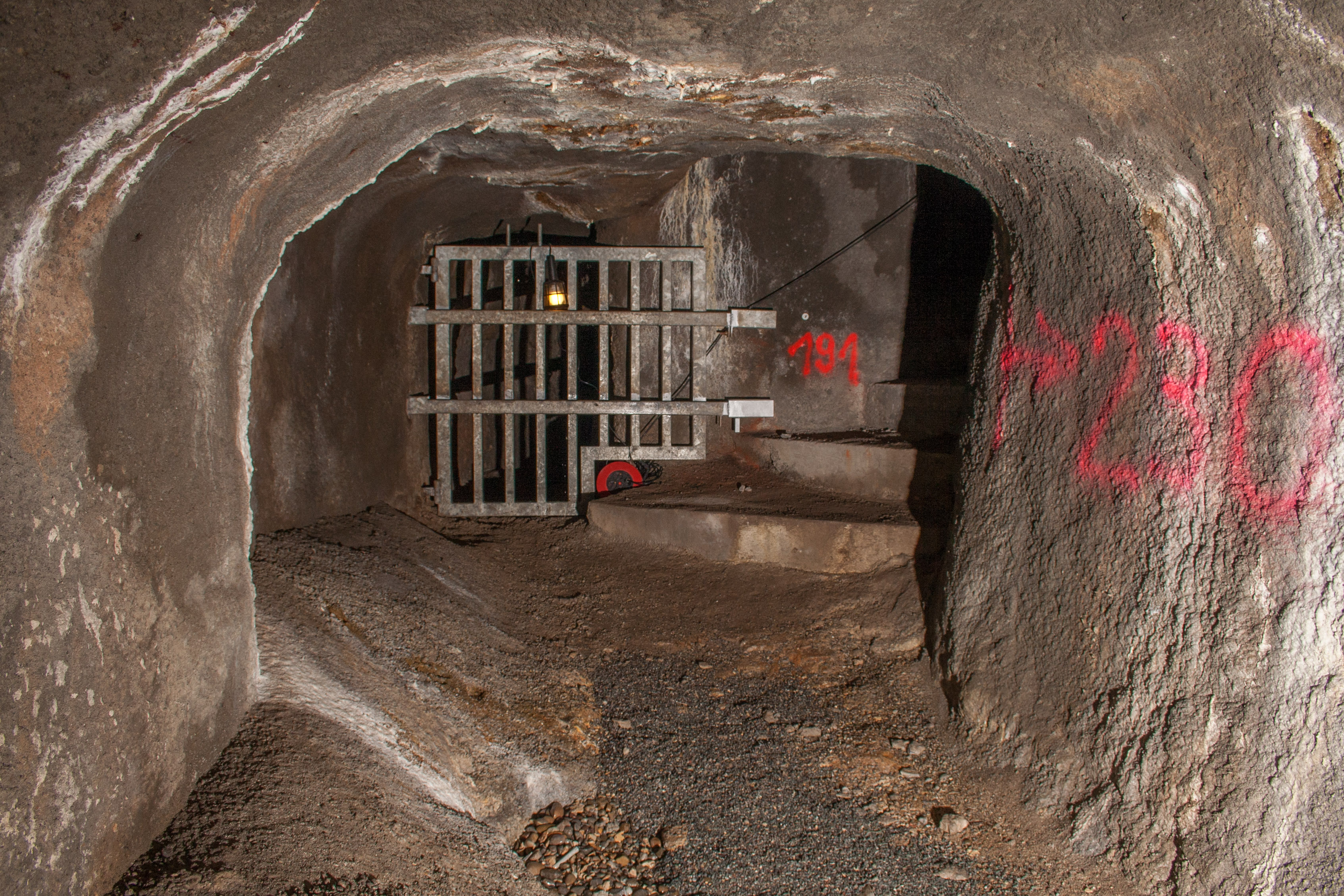
Verschlossener Tucher-Stollen zum Laufertorbunker
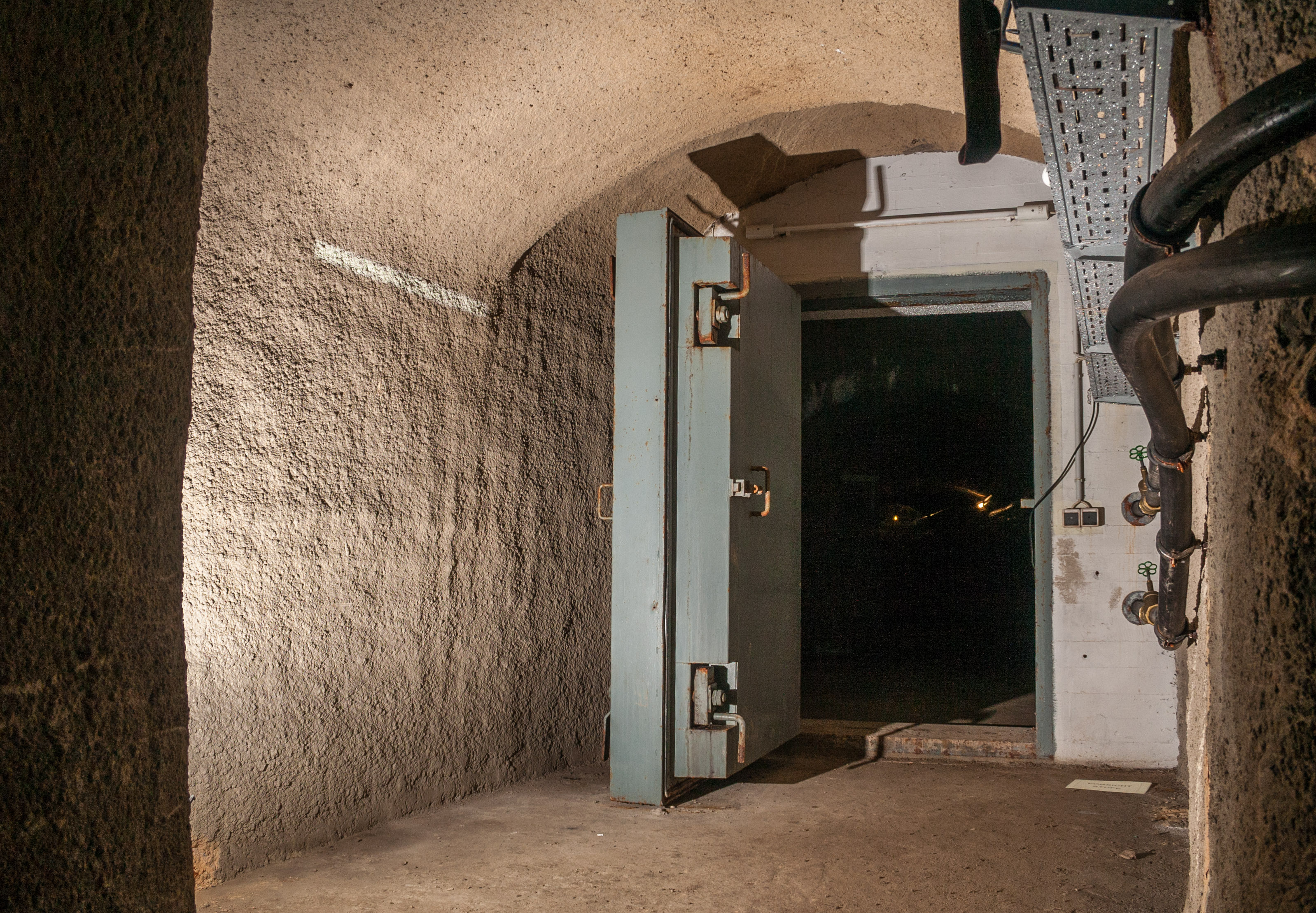
Luftschutztür im Verbindungsstollen
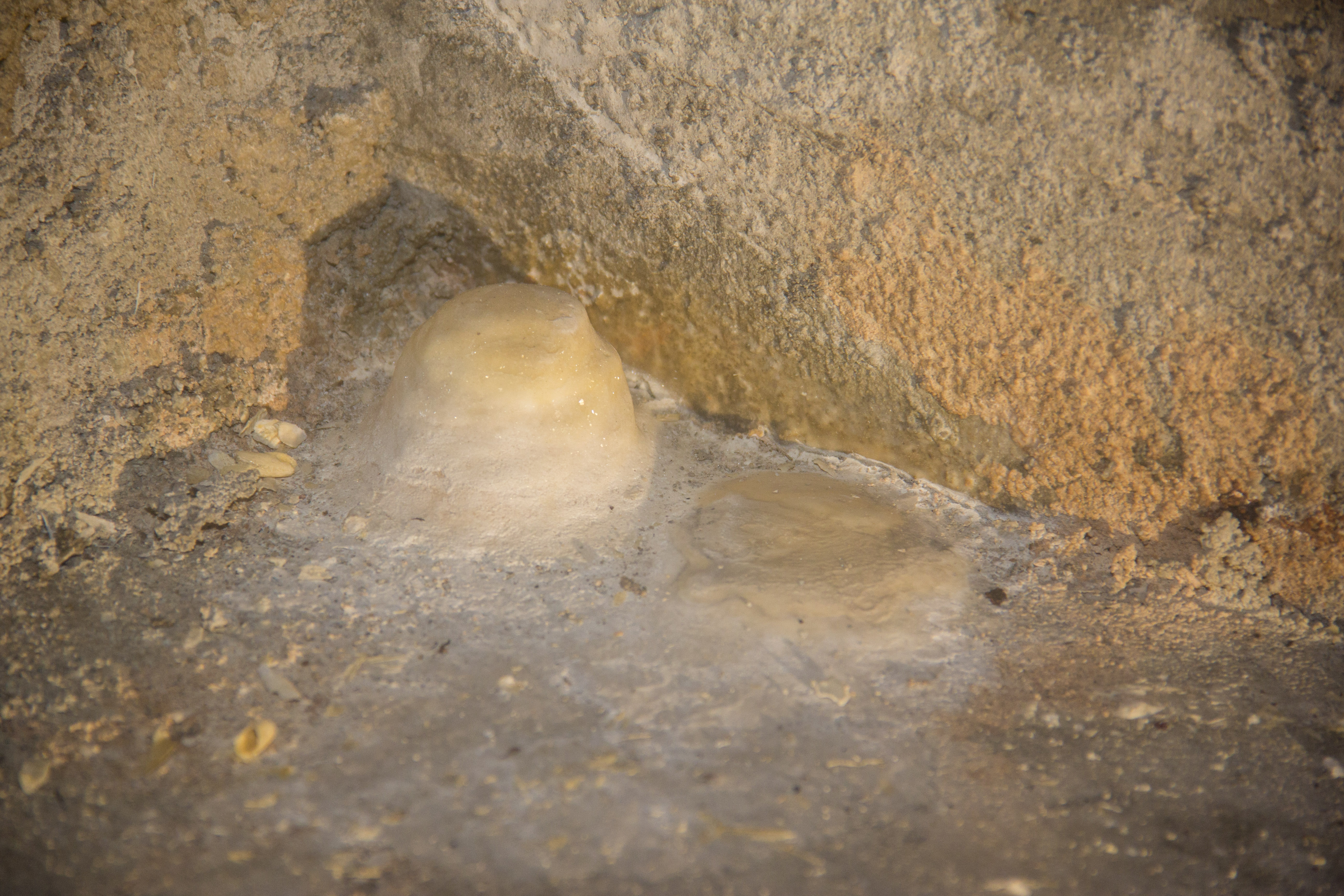
Tropfsteinbildung durch eindringendes Sickerwasser